# Rough and Tough and Dangerous
A Rough And Tough And Dangerous a Scooter 1994 és 1998 közti időszakának kislemezeit és B-oldalas számait foglalja össze, egy 2CD-s válogatásban. Érdekessége a No Fate, ami ezen szerepelt először. Továbbá a duplalemezes kiadvány második CD-jén hallható a Vallée De Larmes, amely azelőtt még egyszer sem jelent meg Scooter-albumon.
A lemezek pontos tartalma:
- 11 kislemez (1994-1998 között)
- No Fate kislemez
- 4 élő felvétel
- 13 B-oldalas szám

Emellett a videoklipekről megjelent egy összefoglaló VHS-kazetta is ugyanezen a címen.

## Számok listája

### CD1
1. Hyper Hyper
2. Move Your Ass!
3. Friends
4. Endless Summer
5. Back in the UK
6. Let Me Be Your Valentine
7. Rebel Yell
8. I’m Raving
9. Break It Up
10. Fire
11. The Age Of Love
12. No Fate
13. Fire (Live)
14. Rebel Yell (Live)
15. Break It Up (Live)
16. The Age Of Love (Live)

### CD2
1. Vallée De Larmes
2. Rhapsody In E
3. Move Your Ass! (Ultra-Sonic Mix)
4. Friends (Ramon Zenker Mix)
5. Across The Sky
6. Endless Summer (Datura Mix)
7. Back In Time
8. Unity Without Words Part II
9. Euphoria
10. Let Me Be Your Valentine (Commander Tom Mix)
11. B-Site
12. I'm Raving (Taucher Mix)
13. Fire (D.O.N.S. Mix)